# Gustave-Hippolyte Roger

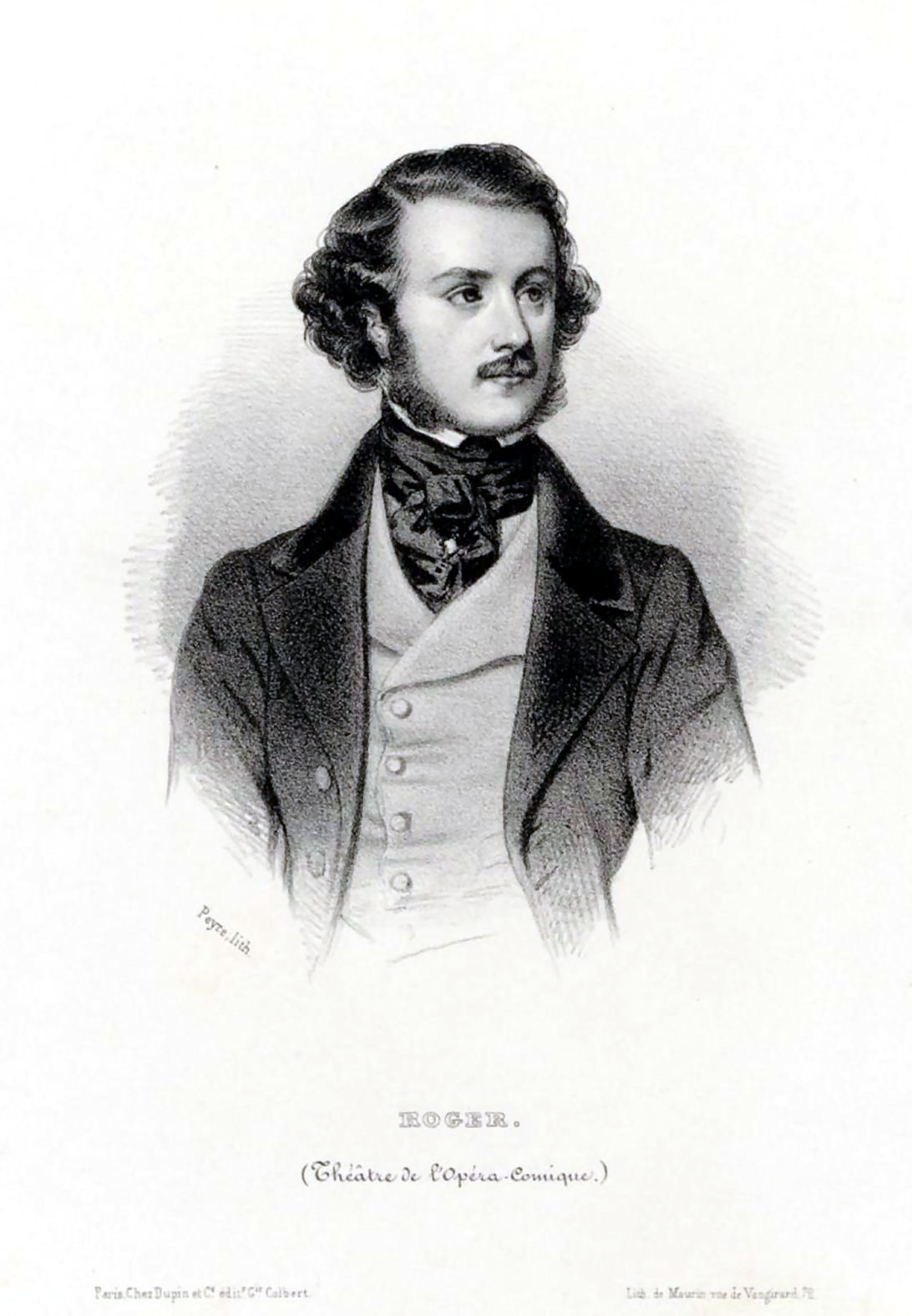
Gustave-Hippolyte Roger.

Gustave-Hippolyte Roger, född den 17 december 1815 nära Paris, död den 12 september 1879 i Paris, var en fransk operasångare.
Roger utbildades vid Pariskonservatoriet och debuterade med stor framgång på Opéra-comique 1838. Sedan han där skapat flera partier, övergick han 1848 – efter att i England jämte Jenny Lind ha gjort en konsertresa, som han beskrivit i självbiografin Le carnet d'un ténor (1880) – till Stora operan, där han 1849 med ofantligt bifall kreerade Profeten. Han beundrades lika mycket i den tragiska som i den komiska genren, men den friska, böjliga och välklingande rösten led av att forceras till hjältetenor. I tyska städer gasterade han med framgång på tyska språket. Genom en jaktolycka förlorade han 1859 sin högra arm; den ersattes visserligen med en konstgjord, men han rörde sig därefter med svårighet på scenen, varför han inte längre kunde tjänstgöra på Stora operan, utan återgick till Opéra-comique. Slutligen blev han 1868 sångprofessor vid konservatoriet. Till hans främsta roller hörde Georges i Vita frun samt Fra Diavolo.